# 児玉元茂
児玉 元茂（こだま もとしげ）は、戦国時代から安土桃山時代にかけての武将。毛利氏の家臣。父は児玉元保。

## 生涯
毛利氏の譜代家臣の児玉元保の子として生まれる。天文13年（1544年）に父が出雲国富田で戦死したことで後を継ぎ、毛利元就に仕えた。天文19年（1550年）12月30日に隆元から、安芸国山県郡中河原において5段の田地を与えられた。
天文22年（1553年）、備後国三谿郡の旗返城主・江田隆連が尼子晴久と誼を通じて大内義長から離反したことで、晴久は同年4月に備後国へ侵攻した。5月7日の備後国三上郡高における合戦で、元茂は敵中に一人で乗り込み敵を討ち取った。元就と隆元は元茂の働きを褒め称え、5月9日に一際多くの褒美と感状を与えた。さらに8月3日から備後国三若要害の尼子軍と戦い、10月19日夜に三若要害の尼子軍が夜陰に乗じて脱出しようとしたところを攻撃。この戦闘で元茂は村上孫右衛門を討ち取った。この武功に対し、元就と隆元は10月26日に感状を元茂に与えた。
天文23年（1554年）5月11日、安芸国佐東郡下安の内の八木において給田3町1段半と米10石6斗前を給地として与えられ、同年6月5日の安芸国明石における陶晴賢との合戦では先懸けを務めて、6月11日に褒美を与えられた。弘治2年（1556年）7月1日には安芸国佐東郡下安の内の八木において給田4町と米15石前を給地として与えられる。
天正6年（1578年）4月13日、所領を嫡男の元言に譲り、文禄3年（1594年）8月4日に死去した。